# Джеклилар
Джеклилар, наричани още Джекад, са етнос, обитаващ Северен Азербайджан. В Азербайджан обитават областите Губа. Говорят джекишки език от Шахдагската езикова група. По-голямата част от джекшите са мюсюлмани сунити.

## Религия
Освен догматическия мюсюлмански пантеон.

## Култура и бит
За традиционния бит са характерни патриархалните институции (взаимопомощ, кръвно отмъщение, гостоприемство).